# Batalha de Cantão
A Batalha de Cantão foi um confronto militar travado por forças dos Impérios Britânico e Francês contra tropas chinesas entre 28 e 31 de dezembro de 1857 durante a Segunda Guerra do Ópio.
Apesar da destruição de vários navios chineses pela Marinha Real Inglesa durante o verão, um ataque contra a cidade de Cantão foi atrasado devido a um motim dos Indianos. Tropas britânicas e francesas chegaram na cidade em 22 de dezembro. A batalha começou oficialmente quando as marinhas européias iniciaram seu bombardeio a cidade em 28 de dezembro e capturaram um forte de Lin e no dia seguinte, tropas tomaram Kupar Creek, na parte sudeste da cidade. Os chineses imaginaram que o inimigo iria então atacar a colina Magazine antes de adentrar pelos muros da cidade, mas na manhã de 29 de dezembro, depois de um pesado bombardeio naval, soldados franceses passaram pelas muralhas com pouca resistência inimiga. Então mais de 4 700 militares britânicos e indianos apoiados por 950 soldados franceses escalaram os muros. Apenas 13 britânicos e dois franceses morreram. Os muros foram ocupados em uma semana, e então as tropas européias marcharam pelas ruas da cidade na manhã de 5 de janeiro. Foi reportado que centenas de chineses foram mortos ou capturados e perto de 30 mil lares foram queimados, apesar de outras fontes estimarem as baixas chinesas em 450 soldados perdidos e 200 civis mortos.

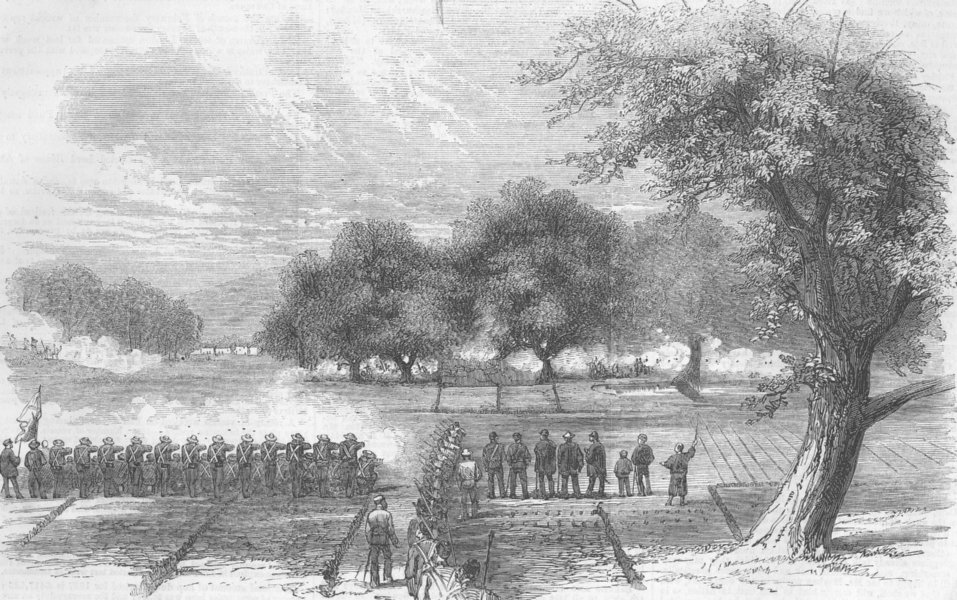
A tomada de Sai-Lau, 1858.

O Comissário Ye Mingchen foi capturado e levado para Calcutá, onde viria a morrer um ano depois. Depois que as forças britânicas e francesas ocuparam a cidade, eles estabeleceram um escritório governamental conjunto. Após a batalha e a subsequente ocupação, - os chineses queriam evitar uma outra batalha em Pequim - o Tratado de Tientsin foi assinado em 26 de junho de 1858, encerrando oficialmente a Segunda Guerra do Ópio.